# Carol Kane
Carolyn Laurie Kane (født 18. juni 1952) er en amerikansk skuespiller og komiker. Hun blev nomineret til en Oscar for bedste kvindelige hovedrolle i 1976, for sin præstation i filmen Hester Street.
Carol Kanes forældre er Joy Laurie, en jazzsanger, danser og pianist, og Michael Kane, en arkitekt, der også arbejdede for Verdensbanken.
Hendes familie var jødisk, og hun er en efterkommer af russiske indvandrere. Hun debuterede i 1966. Hendes mest berømte roller er Simka Dahblitz-Gravas, hustru til Latka Gravas (Andy Kaufman) i den amerikanske tv-serie Taxi fra 1980 til 1983. Hun har også medvirket i blandt andet Ghost Busters sammen med Bill Murray.

## Filmografi
- Det bli'r i familien Addams (1993)